# Pierre Cohen

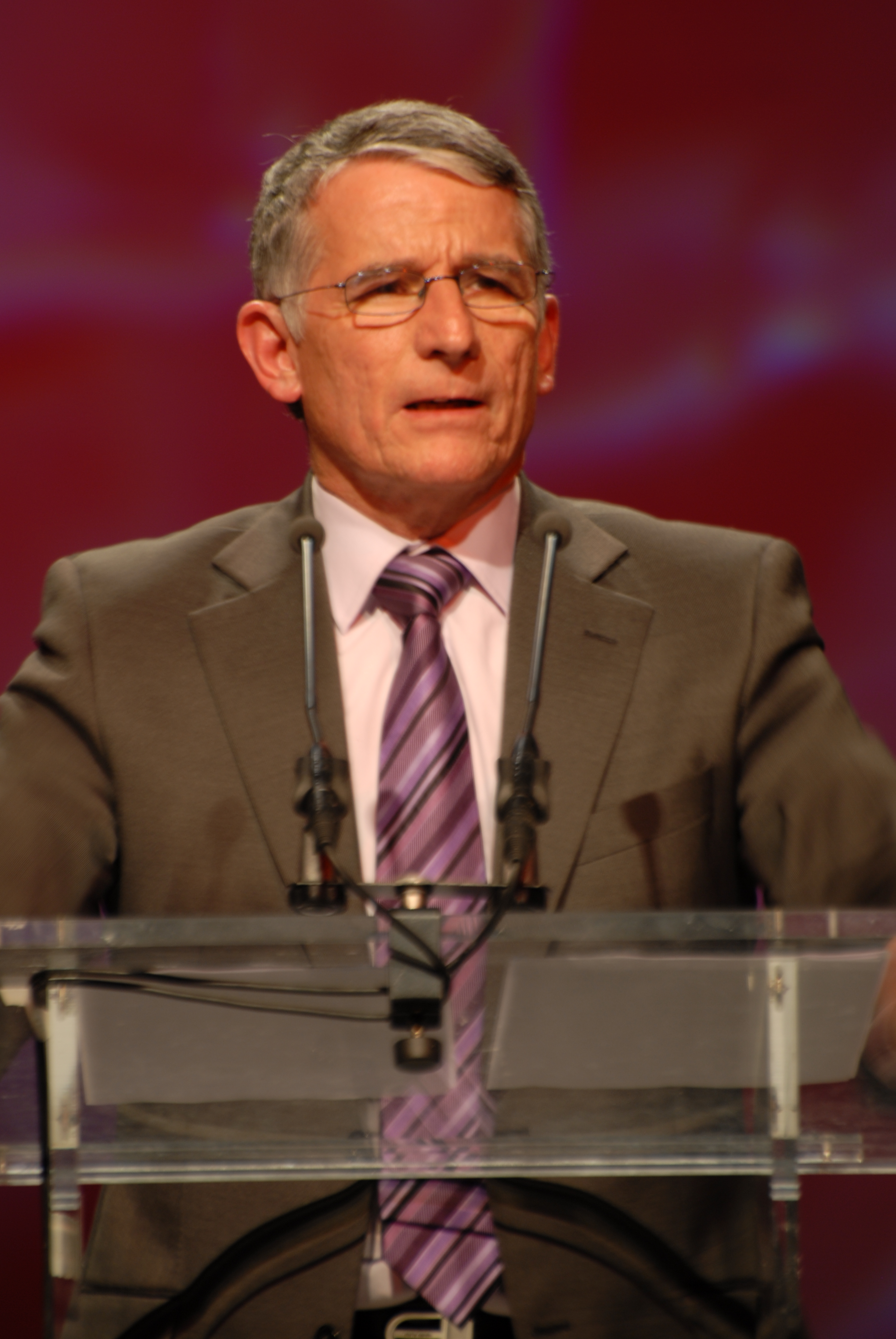
Pierre Cohen vor den Kommunalwahlen 2008

Pierre Cohen (* 20. März 1950 in Bizerta, Tunesien) ist ein französischer Politiker der Parti Socialiste. Von 2008 bis 2014 war er Bürgermeister von Toulouse.

## Biografie
Als Sohn einer französischen Katholikin und eines jüdischen Soldaten aus Tunesien, dem er 1958 nach Deutschland, später nach Mazamet folgte, machte Cohen mit 18 Jahren sein Bac, was einem deutschen Abitur entspricht. Er schloss sein Studium an der Universität Paul Sabatier mit einem Doktortitel in Informatik ab und arbeitete anschließend bis zu seinem Rücktritt im Jahr 1972 als Ingenieur beim IRIT.
Im Jahr 1974 trat Cohen in die Parti Socialiste ein.
Von 1983 bis 1989 gehörte er dem Rat der Gemeinde Ramonville-Saint-Agne an und war von 1989 bis 2008 deren Bürgermeister. Von 1986 bis 1992 gehörte er der Regionalversammlung der Region Midi-Pyrénées an. Seit 1997 vertritt er als Abgeordneter den dritten Wahlkreis des Départements Haute-Garonne in der französischen Nationalversammlung, für den er zuletzt am 17. Juni 2007 in der 13. Wahlperiode – insgesamt seine dritte – wiedergewählt wurde. Das Mandat endete im Juni 2012, da Cohen nicht wieder zur Wahl antrat.